# Мјурило (Тексас)
Мјурило (енгл. Murillo) насељено је место без административног статуса у америчкој савезној држави Тексас.

## Демографија
По попису из 2010. године број становника је 7.344.
| Група             | 2000.    | 2010.         |
| Белци             | 0 (0,0%) | 190 (2,6%)    |
| Афроамериканци    | 0 (0,0%) | 49 (0,7%)     |
| Азијати           | 0 (0,0%) | 58 (0,8%)     |
| Хиспаноамериканци | 0 (0,0%) | 7.060 (96,1%) |
| Укупно            | 0        | 7.344         |